# Ryan Jones
Ryan Michael Stewart Jones, född 14 juni 1984, är en kanadensisk professionell ishockeyspelare som spelar för Edmonton Oilers i NHL. Han har tidigare representerat Nashville Predators.
Jones draftades i fjärde rundan i 2004 års draft av Minnesota Wild som 111:e spelare totalt.
Han är kusin till den före detta ishockeyspelaren John Tonelli som vann fyra raka Stanley Cup med New York Islanders för säsongerna 1979-1980, 1980-1981, 1981-1982 och 1982-1983.